# Natasha Williams
Natasha Williams es un personaje ficticio de la serie de televisión australiana Neighbours interpretado por la actriz Valentina Novakovic desde el 5 de mayo de 2010, hasta el 29 de marzo de 2013.

## Antecedentes
Natasha es la arrogante, divertida y alocada hija del nuevo director del colegio, Michael Williams, y de la fallecida Helena Jovanovic. Es muy buena amiga de Summer Hoyland y actualmente sale con Andrew Robinson.

## Biografía
Cuando Andrew Robinson sugiere a su padre que contrate a una modelo para que sea la nueva cara del PirateNet y esto ayude a aumentar los beneficios de la estación de radio, este acepta y poco después durante la sesión de fotos Natasha conoce a Andrew. Ese mismo día cuando Andrew, Harry Ramsay y Summer Hoyland ven a Natasha abrazando al nuevo director de la escuela creen que es su novia, pero Kate Ramsay les dice que en realidad Natasha es hija de Michael: al enterarse de esto Andrew entra en pánico ya que no quiere meterse en problemas con el nuevo director de la escuela y cuando confronta a Natasha, esta le dice que tiene diecinueve años y que su padre aprobó su modelaje.
Al día siguiente en la escuela Kate presenta a Natasha como una nueva estudiante y poco después le dice que le mintió acerca de su edad. Cuando Michael se entera de los anuncios publicitarios que hizo su hija, se molesta y le dice al padre de Andrew, Paul Robinson que los quite, Paul se niega y decide demandar a Michael y este toma represalias y decide hacer lo mismo. Natasha le suplica a su padre que no demande a Paul ya que de verdad quiere ser modelo y poco después Andrew y Natasha convencen a sus respectivos padres para no demandarse. Más tarde Andrew la invita a salir a un concierto y terminan besándose al final de la noche.
Cuando Natasha se entera de que Andrew y Harry apostaron por ver quién besaba antes de Summer, celosa le cuenta todo pero las cosas no salen bien y ella y Summer terminan peleándose en la escuela. Cuando Paul le pregunta a Natasha si quiere convertirse en el nuevo rostro del hotel Lassiter’s así que Natasha le suplica a su padre que firme el contrato, aunque al principio Michael no está de acuerdo al final termina aceptando la propuesta. 
Cuando Natasha se entera de que a Summer la invitaron a una fiesta y a ella no, decide vengarse de Summer y del novio de esta, Chris Pappas. Natasha comienza a decir en la escuela que Chris amenazó a otros estudiantes para que votaran por él como el capitán del equipo de basquetbol, sin embargo todo le sale mal cuando su padre se entera y la pone en detención. Molesta por no haber logrado ser el centro de atención decide hacer algo el día en que su padre se reunirá con algunos miembros de la escuela, poco después logra la atención que quería cuando todos la ven besándose con Andrew, lo que hace que Michael enfurezca. Las cosas se salen de control cuando Natasha abofetea a su padre, después de que este se niega a escucharla, sin embargo luego se arreglan. 
Más tarde cuando Libby Kennedy descubre que Natasha es muy buena en matemáticas y decide unirla al club de matemáticas como castigo, cuando Summer se entera de esto graba a Natasha y la amenaza con decirle a todos su “secreto”, esto ocasiona que Tash se preocupe de que Andrew la deje al enterarse ya que cree que él está con ella solo por su apariencia. Poco después cuando Natasha descubre que Sophie Ramsay tiene problemas con geometría decide ayudarla y se convierte en su tutora, sin embargo Sophie accidentalmente le dice a Andrew que Natasha es una genio en matemáticas pero este queda encantado al saber que su novia es inteligente. Cuando Summer se entera de que ya todos saben el secreto de Tash se molesta sin embargo Natasha le dice que si necesita ayuda con matemáticas ella puede ayudarla.
Las cosas comienza a ir mal cuando su campaña con Lassiter's es cancelada, poco después se pelea con Paul y más tarde termina con Andrew cuando este no la defiende. Poco después Natasha comienza a salir con Kyle Canning, cuando se entera de que uno de los estudiantes de la escuela es gay trata de descubrir quién es y queda impactada cuando descubre que es Chris, el novio de Summer.
Después del accidente de Paul, Tash comienza a preocuparse que Andrew fuera a meterse en problemas con la policía después de que Summer le dijera que Andrew había dicho que quería a su padre muerto, así que decide mentir y habla con un reportero y le dice que ella vio lo que pasó, cuando el detective Mark Brennan va a casa de Tash le advierte que deje de mentir. Poco después Natasha y Summer se vuelven amigas y juntas ayudan a Andrew a buscar al verdadero culpable del accidente de Paul y logran que ya no sea considerado culpable. 
Poco después cuando Tash se entera de que su padre organizó una cita con Ruby Rogers se molesta y trata de sabotearla. Cuando su padre se entera de lo que hizo le consigue un trabajo en el bar Charlie's como castigo. Más tarde cuando Andrew y Summer se pelean en la escuela después de que Summer defendiera a su madrastra Stephanie Scully, quien había matado a Ringo Brown el esposo de Donna Freedman después de atropellarlo, Tash decide apoyarla y más tarde los encierra en un cuarto para que ambos platiquen y se arreglen.
Cuando Natasha se entera de que su padre organizó otra cita con Ruby no queda feliz, sin embargo decide quedar con la prima de Ruby, Poppy Roggers en la casa y ver películas. Al día siguiente Tash le pide a Summer que la ayude a separar a su papá de Ruby, sin embargo se niega y cuando Ruby le dice que se está divirtiendo mucho con su padre, Natasha se enfurece y le dice que no quiere que su padre salga lastimado por lo que Ruby rompe con él. Sin embargo cuando ve a su padre triste decide hablar con Ruby y le pide que hable con él, sin embargo las cosas no resultan. Al día siguiente Tash roba el teléfono de Lucas Fitzgerald y le envía un mensaje a Ruby y a Michael pidiéndoles que se encuentren con él en Charlie's, creyendo que van a ver a Lucas ambos se presentan a la cita y se dan cuenta del plan de Natasha, ambos deciden platicar y terminan regresando. Poco a poco Tash acepta a Ruby sin embargo la relación termina poco después cuando Ruby se muda de nuevo a Londres con Poppy.
Poco después Tash decide organizar una reunión en la escuela y se convierte en la presidenta del comité, cuando le pide a Andrew que la ayude con el entretenimiento este termina molestando a Sophie para que vote por él, cuando Tash se da cuenta de que Andrew quiere pasar más tiempo con Summer decide robar el dinero de la fiesta, debido a esto Michael se ve obligado a cancelar el baile y Natasha convence a Andrew de hacer una fiesta en otra parte, más tarde Tash y Andrew regresan.
Poco después Natasha decide comprarle a Summer un reproductor de DVD con el dinero que tomó de la fiesta, sin embargo Summer no acepta el regalo y luego su padre descubre que Tash fue la responsable del robó del dinero, cuando Michael le pregunta por qué lo hizo Natasha le dice que lo hizo porque ama a Andrew y como no quería verlo que terminara con Summer decidió robar el dinero e irse con él a otro lugar, debido a esto Michael decide suspenderla un mes de la escuela y deja de darle dinero.
Cuando Andrew se desmaya en la fiesta Natasha comienza a sospechar de los sentimientos de Andrew y Summer, después de recuperarse en el hospital Tash lo invita a pasar la Navidad con ella y él acepta. Ese mismo día cuando Natasha ve humo saliendo de la casa de Summer asustada llama a los bomberos y a su padre antes de entrar a la casa para rescatar a Summer. Cuando Michael se da cuenta de que Tash entró a la casa, la sigue y la encuentra tirada en el sueño, Michael la lleva al cuarto de Summer en donde ella y Andrew se encuentran atrapados. Minutos después los bomberos llegan y logran abrir una ventana por donde logran escapar, Natasha es llevada al hospital por inhalación de humo y quemaduras. Después de recuperarse Tash comienza a preocuparle la quemadura que tiene un su cuello y la ocultarla con pañuelos.
Después de ir al hospital para hacerse un chequeo visita a Andrew, pero cuando este no quiere besarla Natasha cree que se debe a la cicatriz y se va, cuando llega a su casa comienza a llorar, rompe los anuncios publicitarios que había hecho para la estación de radio y le dice a Donna que su carrera como modelo terminó. Antes de irse a Nueva York Donna se da cuenta de lo que le sucede a Andrew y le dice que le diga a Tash la verdad que no quiere estar con ella porque a la que en realidad ama es a Summer.
A finales de marzo del 2013 Natasha decide irse de Erinsborough con su novio Andrew a viajar por Europa.